# Réseau Omnet
Le Réseau Omnet est un réseau d'ordinateurs créé à l'Organisation européenne pour la recherche nucléaire de Genève, en Suisse, appelée aussi CERN, dans la seconde partie des années 1960 pour augmenter la capacité d'analyse et de pilotage des expériences pratiquées en physique nucléaire lors des premières collisions protons-protons, ce qui en fait l'une des premières pratique à grande échelle de Calcul distribué.
Le réseau permet le recours au miniordinateur malgré sa moindre capacité de calcul. L'informatisation du CERN avait commencé en 1961 avec un IBM 709, ensuite remplacé par le 7090, utilisant des transistors, le Cern passant ensuite au miniordinateur, « généralement directement connecté aux équipements des halls des expériences », est chargé « d'enregistrer les données sur des bandes envoyées au centre de calcul pour analyse », en particulier au moment du déploiement des anneaux de stockage à intersections.

## Finalité
Avec cet ISR, il n'y a plus un faisceau de particules, mais deux, se percutant l'un l'autre au lieu de frapper une cible fixe, ce qui procure une énergie décuplée. L'objectif est de détecter la quantité et le type de particules qui sont produites lorsque les protons se bombardent, pour découvrir le quark, dont l'existence a été proposée en 1964 par Murray Gell-Mann.
C'est dans ce but que le CERN de Genève créé le premier collisionneur ISR au monde.
L'objectif est d'analyser en temps réel les clichés très nombreux pris par des capteurs dans les procédures simulatives d'accélération des particules, procurant aux chercheurs en physique des données d'analyse rapide permettant de comprendre ce qui se passait dans l’accélérateur de particules lors de l'entrée en collision, via un système de chambre à bulles aptes à capter les radiations et les trajectoires. Ce "projet Omega" était devait produire les logiciels d’acquisition des « photos » prises « au bon moment » et  les remonter vers l'ordinateur Sigma 7, via un réseau de huit mini-ordinateurs PDP "installés tout au long de l’accélérateur".

## Dispositif

### Installation
C'est une installation à très grande échelle, dont la construction prend du temps, avec deux anneaux, l'un servant au stockage et l'autre à la collision, avec des diamètres de 150 mètres et bâtis pour 330 millions de francs suisses et dans les délais voulus.
Ce premier collisionneur proton-proton au monde, recourt à un grand détecteur dans un gros aimant à champ fractionné (SFM), un « grand spectromètre polyvalent conçu par Jack Steinberger, au point d'intersection de l'ISR »,.
L'expérience se révèle un « excellent instrument pour la physique des particules », débouchant sur de nombreux résultats importants, qui font au XXIe siècle toujours partie des connaissances de base en physique des particules.

#### Le rôle du réseau, analyser des millions de photographies
Le CERN prévoit alors d'avoir avant fin 1972 trois très grands détecteurs, deux chambres à bulles - BEBC et Gargamelle - et une chambre à étincelles, ainsi que « des chambres à fils, où les plaques métalliques sont remplacées par une multitude de fils parallèles ».
Le dispositif permet pour chaque chambre chambre plusieurs millions de photographies des traces laissées par le passage des particules, sur lesquelles « un appareil automatique effectue des mesures » identifiant le lieu où s'est produite l'interaction, transmises à un ordinateur qui calcule la vitesse des particules et la direction de leur trajectoire, ce qui requiert plusieurs très grosses calculatrices scientifiques, quelques machines moyennes et une quinzaine de petites. Le budget du CERN passe ainsi de 90 millions de francs suisses en 1957 à 140 millions en 1964 puis 300 millions en 1968 et 350 millions en 1970. Le développement de détecteurs de traces est concentré sur la chambre proportionnelle multifils mise au point par Georges Charpak. Les données sont centralisées sur la dizaine de PDP-11, dont la capacité de calcul est augmentée en recourant rapidement à celle d'un CII 10070, ordinateur moyen "spécifiquement destiné à une analyse des données en temps réel", avec des terminaux, via une liaison interne appelée Réseau Omnet, projet mis en place 1969 ou avant, dont les demandes ont changé en 1971, et qui a relié en tout une cinquantaine d'ordinateurs du CERN.

## Langage PL-11
La mise en place du réseau Omnet s'accompagne de la création du PL-11 un langage de programmation informatique développé par RD Russell du CERN en 1971 sur un projet lancé dans les années 1960. La première version a été écrite pour l'ordinateur CII 10070, un clone du "XDS Sigma 7", construit en France sur une architecture de Scientific Data Systems (SDS), rachetée pour un milliard de dollars en mai 1969 par Xerox.